# Hypopleurona acutissima
Hypopleurona acutissima là một loài bướm đêm trong họ Noctuidae.